# Педро-Родригес
Педро-Родригес (ісп. Pedro-Rodríguez) — муніципалітет в Іспанії, у складі автономної спільноти Кастилія-і-Леон, у провінції Авіла. Населення — 211 осіб (2010).
Муніципалітет розташований на відстані близько 110 км на північний захід від Мадрида, 31 км на північ від Авіли.

## Демографія
Динаміка населення (INE ):